# M. J. Arlidge
Matthew Arlidge assina como M. J. Arlidge (10 de outubro de 1974, Londres) é um escritor inglês de romances policiais principalmente com a personagem Helen Grace. Ele também trabalhou na televisão como produtor e roteirista.

## Biografia
M. J. Arlidge trabalhou na televisão por mais de 15 anos. Ele produziu muitas séries criminais passadas em horário nobre na ITV, rede de televisão do Reino Unido. Escreveu ainda uma série policial para a BBC, além de criar novas séries para canais de televisão britânicos e americanos.
Ele estudou Literatura Inglesa no St John's College (Cambridge). Arlidge começou a carreira como produtor de televisão com a popular novela da BBC1, EastEnders.
O interesse de M.J. Arlidge pela área policial surgiu quando tinha somente dez anos. O pai era procurador e trabalhava numa série de casos de homicídios, ao deixar a porta do escritório aberta o filho ia espreitar as imagens das cenas de crime.
Ele é o mais novo de quatro irmãos e tem dois filhos, Chloé e Alex.
Possui diversos livros publicados em Portugal e somente dois no Brasil.

### Série da Helen Grace
1. Eeny Meeny (2014) em Portugal: Um, Dó, Li, Tá (TopSeller, 2014) no Brasil: Uni-duni-tê (Record, 2016)
2. Pop Goes The Weasel (2014) em Portugal: À Morte Ninguém Escapa (TopSeller, 2015) no Brasil: Da Morte Ninguém Escapa (Record, 2018)
3. The Dolls House (2015) em Portugal: A Casa de Bonecas (TopSeller, 2015)
4. Liar Liar (2015) em Portugal: A Vingança Serve-se Quente (TopSeller, 2016)
5. Little Boy Blue (2016) em Portugal: Na Boca do Lobo (TopSeller, 2016)
6. Hide and Seek (2016) em Portugal: O Anjo da Morte (TopSeller, 2017)
7. Love Me Not (2017) em Portugal: Mal Me Quer (TopSeller, 2017)
8. Down to the Woods (2018) em Portugal: A Floresta do Mal (TopSeller, 2019)
9. All Fall Down (2020) em Portugal: Uma Hora de Vida (TopSeller, 2021)
10. Truth or Dare (2021) em Portugal: Verdade ou Consequência (TopSeller, 2022)
11. Cat And Mouse (2023) em Portugal: O Gato e o Rato (TopSeller, 2023)
12. Forget Me Not (2024) em Portugal: Não Me Esqueças (TopSeller, 2025)
13. Into the Fire (2025)

#### Contos relacionados
- 5.5 No Way Back (2016)
- 6.5 Running Blind (2018)

### Livros isolados
- A Gift for Dying (2019) em Portugal: O Dom da Morte (TopSeller, 2019)
- Eye for a Eye (2023) em Portugal: Olho por Olho. Vida por Vida. (TopSeller, 2024)